# 퍼거슨 로티치
퍼거슨 체루이요트 로티치(영어: Ferguson Cheruiyot Rotich, 1989년 11월 30일~)는 케냐의 육상 선수로 주 종목은 중거리 달리기이다. 2020년 하계 올림픽 남자 800m 달리기에서 은메달을 획득했고, 2019년 세계 선수권 대회에서 800m 달리기 동메달을 획득했다.